# Makrem Ben Romdhane
Makrem Ben Romdhane (arabe : مكرم بن رمضان), né le 27 mars 1989 à Sousse, est un basketteur international tunisien.

## Carrière
Il a disputé le championnat du monde 2010 et le tournoi qualificatif pour les Jeux olympiques d'été de 2016 avec l'équipe de Tunisie.
En août 2013, il rejoint la Liga ACB pour jouer avec le CB Murcie,. En 2015, il évolue avec l'Étoile sportive du Sahel jusqu'en 2017, lorsqu'il rejoint le club libanais des Homenetmen Beyrouth avec qui il remporte le championnat et la coupe nationale ainsi que la coupe arabe des clubs champions.
Il rejoint ensuite le championnat français de Pro B avec Saint-Chamond Basket, où il est nommé meilleur rebondeur et meilleur joueur de l'équipe durant la saison 2018-2019. Lors de la saison 2019-2020, il rejoint le Fos PB.
Il signe ensuite à l'Union sportive monastirienne (double champion national en titre) un contrat d'un an renouvelable pour la saison 2020-2021.
Le 30 juillet, il signe avec le club portugais du Benfica Lisbonne pour la saison 2021-2022.

## Clubs
- 2007-2013 : Étoile sportive du Sahel (Tunisie)
- 2013-2014 : CB Murcie (Espagne)
- 2014-2015 : Sporting Club d'Alexandrie (Égypte)
- 2015-2017 : Étoile sportive du Sahel (Tunisie)
- 2017-2018 : Homenetmen Beyrouth (Liban)
- 2018-2019 : Saint-Chamond Basket (France)
- 2019-2020 : Fos Provence Basket (France)
- 2020-2021 : Union sportive monastirienne (Tunisie)
- depuis 2021 : Benfica Lisbonne (Portugal)

## Palmarès

### Clubs
- Champion de Tunisie : 2009, 2011, 2012, 2013, 2021
- Vainqueur de la coupe de Tunisie : 2011, 2012, 2013, 2016, 2021
- Champion d'Égypte : 2015
- Vainqueur de la coupe d'Égypte : 2015
- Champion du Liban : 2018
- Vainqueur de la coupe du Liban : 2018
- Champion du Portugal : 2022, 2023, 2024, 2025
- Vainqueur de la coupe du Portugal : 2023
- Vainqueur de la Super Coupe du Portugal : 2023
- Vainqueur de la coupe de la Ligue portugaise : 2024
- Médaille d'or à la coupe d'Afrique des clubs champions 2011 ( Maroc)
- Médaille d'argent à la coupe d'Afrique des clubs champions 2008 ( Tunisie)
- Médaille d'argent à la coupe d’Afrique des clubs champions 2013 ( Tunisie)
- Médaille d'argent à la Ligue africaine 2021 ( Rwanda)
- Médaille d'or à la coupe arabe des clubs champions 2015 ( Émirats arabes unis)
- Médaille d'or à la coupe arabe des clubs champions 2016 ( Tunisie)
- Médaille d'or à la coupe arabe des clubs champions 2017 ( Maroc)

### Sélection nationale

#### Jeux olympiques
- 11e des Jeux olympiques 2012 ( Royaume-Uni)

#### Jeux méditerranéens
- Médaille de bronze aux Jeux méditerranéens de 2013 ( Turquie)

#### Championnat d'Afrique
- Médaille d'or au championnat d'Afrique 2011 ( Madagascar)
- Médaille d'or au championnat d'Afrique 2017 ( Tunisie)
- Médaille d'or au championnat d'Afrique 2021 ( Rwanda)
- Médaille de bronze au championnat d'Afrique 2015 ( Tunisie)
- Médaille de bronze au championnat d'Afrique 2009 ( Libye)

#### Championnat arabe des nations
- Médaille d'or au championnat arabe des nations 2009 ( Maroc)

### Distinctions personnelles
- Meilleur pivot du championnat d'Afrique 2011[6]
- Meilleur joueur de la coupe d'Afrique des clubs champions 2011[7]
- Meilleur ailier de la coupe d'Afrique des clubs champions 2011[7]
- Meilleur rebondeur de la coupe d'Afrique des clubs champions 2011[7]
- Meilleur scoreur de la coupe d'Afrique des clubs champions 2011[7]
- Nommé dans le cinq majeur de la coupe d'Afrique des clubs champions 2011
- Meilleur joueur de la coupe arabe des clubs champions 2014[8]
- Nommé dans le cinq majeur de la coupe d'Afrique des clubs champions 2014[9]
- Meilleur ailier de la coupe d'Afrique des clubs champions 2014
- Meilleur pivot du championnat d'Égypte 2015[10]
- Nommé dans le cinq majeur du championnat d'Égypte 2015[10]
- Nommé dans le cinq majeur du championnat d'Afrique 2015
- Meilleur pivot du championnat de Tunisie lors de la saison 2016-2017
- Meilleur rebondeur du championnat d'Afrique 2017 (avec 10,5 rebonds en moyenne par match)
- Meilleur joueur de la 29e tournoi international de Dubaï 2018[11]
- Meilleur joueur du Saint-Chamond Basket de la saison 2018-2019[12]
- Meilleur rebondeur du LNB PROB de la saison 2018-2019 (avec 9,8 rebonds en moyenne par match)
- Nommé parmi les 10 joueurs africains les plus marquants de la décennie par la FIBA (juillet 2020)[13]
- Meilleur ailier fort de la finale de la coupe de Tunisie 2020-2021
- Nommé dans le cinq majeur de la Ligue africaine 2021
- Remporte le trophée de l'esprit sportif (fair-play)[14] de la Ligue africaine 2021
- Nommé dans le cinq majeur et meilleur joueur du championnat d'Afrique 2021[15].
- Meilleur joueur de la finale de la coupe du Portugal 2023